# Contrabando de libros lituanos en el Imperio Ruso

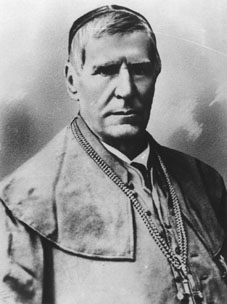
Motiejus Valančius, uno de los principales promotores de la prensa lituana durante la prohibición

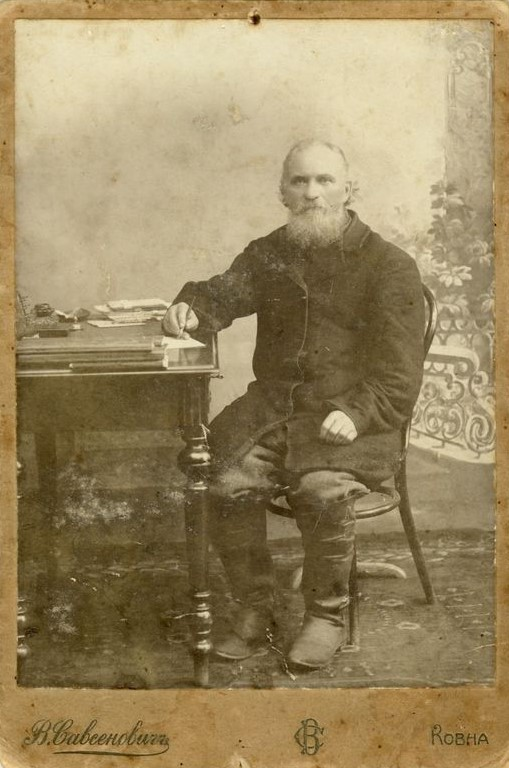
Jurgis Bielinis, uno de los contrabandistas de libros más famosos

Los contrabandistas de libros lituanos contrabandearon libros en lituano con alfabeto latino a las áreas de habla lituana dentro del Imperio Ruso, en contra de la prohibición que las autoridades instituyeron entre 1864 y 1904. En lituano knygnešys significa literalmente "uno que lleva libros".  Los contrabandistas de libros se convirtieron en un símbolo de la resistencia lituana a la rusificación.

## Historia

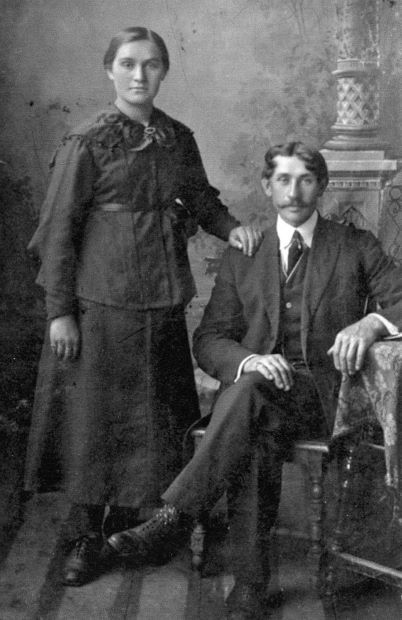
El contrabandista de libros Martynas Survila con su esposa Ona hacia 1899

Tras la fallida Insurrección Polaco-Lituana de 1863 el gobierno imperial ruso intensificó sus esfuerzos para rusificar la población lituana y alejarla de sus raíces históricas, que incluían el catolicismo.

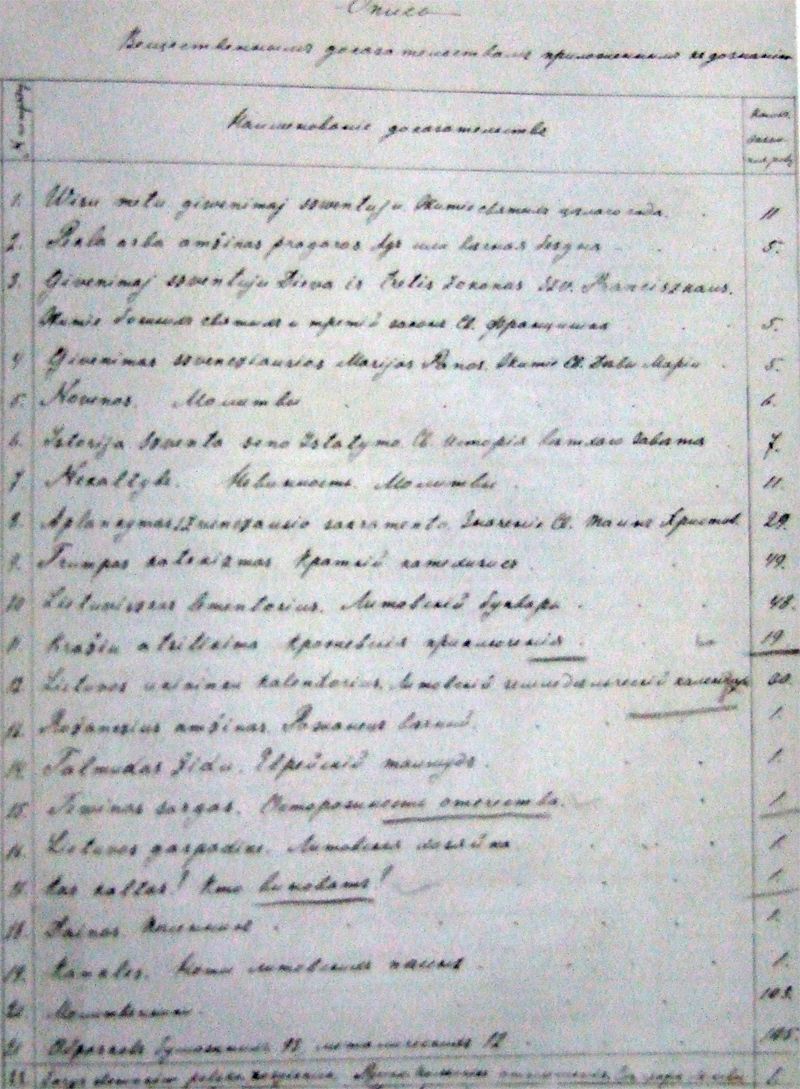
Listq de libros lituanos confiscados en 1896

Durante el verano de 1863, el zar Alejandro II introdujo reglas para las escuelas de la región del Krai del Noroeste con la que se obligaba a usar exclusivamente libros en ruso para la educación. En 1864 el gobernador general de Vilna, el ruso Mijail Nikolayevich Muravyov-Vilensky, ordenó que los libros de educación básica en lituano se publicasen exclusivamente con el alfebeto cirílico. El gobernador que siguió a Muravyov, Konstantin Kaufman, prohibió usar todos los libros lituanos en alfabeto latino en 1865. En 1866, el zar prohibió la impresión o la importación de material impreso en lituano. Aunque la orden no tenía fuerza formal, las autoridades la ejecutaron hasta 1904. En este período se publicaron apenas 55 libros lituanos en el alfabeta cirílico.
La mayoría de los libros en lituano que usaban el alfabeto latino en este período se imprimía en la Lituania Menor y se contrabandeaban a Lituania. Cuando las autoridades rusas capturaban a los contrabandistas, estos eran penados con multas, exilio, incluida la deportación a Siberia. Algunos incluso fueron ejecutados cuando intentaban cruzar la frontera.
En 1867, Motiejus Valančius, el obispo de Samogitia, comenzó a organizar y a financiar la impresión de libros en el extranjero y promovió la distribución de libros en Lituania. En 1870, su organización fue descubierta con ayuda de las autoridades prusianas. Cinco curas y dos contrabandistas de libros fueron exiliados a zonas remotas de Rusia. Otros contrabandistas continuaron con el trabajo.
Durante los últimos años de la prohibición, se estima que entre 30000 y 40000 libros eran contrabandeados anualmente. Las autoridades rusas decomisar un tercio de todos los libros. Los libros lituanos llegaban a todas las poblaciones de Lituania y muchas instituciones legales fungían como puntos ilegales de distribución de libros. Entre las organizaciones secretas  se pueden nombrar lt, Atgaja, Teisybė, Prievarta, Aušrinė, Atžala, Lizdas, Akstinas, Spindulys, Svirplys, Žiburėlis, Žvaigždė y Kūdikis.
En Prusia Oriental se publicaron entre 1864 y 1896 más de 3500000 copias de libros en lituano: unos 500 000 manuales básicos de educación, más de 300000 publicaciones científicas seculares, 75000 periódicos y otros tipos de publicaciones.
Las autoridades reconocieron el fracaso de la prohibición a finales del siglo XIX y en 1904, bajo el pretexto de que las minorías en el Imperio Ruso debían ser pacificadas tras el fracaso en la guerra ruso-japonesa, las autoridades levantaron la prohibición de publicar libros en lituano.
En 1905, poco después de que se revocase la prohibición, uno de los contrabandistas de libros, Juozas Masiulis, inauguró su propia librería en Panevėžys. Esta librería aun funciona hoy en día y existe una cadena de librerías con su nombre.

## Sociedades de contrabandistas de libros
| Sociedad                            | Ubicación                                 | Años de actividad                                      | Miembros |
| ----------------------------------- | ----------------------------------------- | ------------------------------------------------------ | -------- |
| Motiejus Valančius                  | Kovno                                     | 1867–70                                                | ?        |
| Martynas Sederavičius               | Sudargas; activo en Samogitia y Suvalkija | desde la década de 1870 hasta el comienzo del siglo XX | ?        |
| Sociedad de Contrabando de Garšviai | Garšviai; activa en Panevėžys y Ukmergė   | 1883–95                                                | 5–7      |
| Atgaja (Refrescar)                  | Šiauliai                                  | 1889–95                                                | 3–11     |
| Librería Šviesa (Luz )              | Jurgežeris, Kalvarija                     | 1880                                                   | ?        |
| Sociedad Rural de Labradores        | Šiauliai                                  | 1891                                                   | ?        |
| Sin nombre                          | Panevėžys                                 | 1892                                                   | 9        |
| Sin nombre                          | Panemunė, Marijampolė                     | 1892                                                   | ?        |
| Nemunėlis y Apasčia                 | Biržai                                    | 1893–?                                                 | 7–?      |
| Teisybė (Verdad)                    |                                           | 1893 – tras 1896                                       | 5–15     |
| Aušrinė                             | Kovno                                     | 1893–94                                                | 7        |
| Prievart                            |                                           | 1894                                                   | ?        |
| Darželis (Jardincito)               | Krikliniai                                | 1894–95                                                | 16       |
| Atžala (Retoño)                     | Grinkiškis                                | 1894                                                   | 6–10     |
| Sietynas (Pleyades)                 | Marijampolė                               | 1894–97                                                | 70       |
| Žiburėlis (Farolito)                | Panevėžys                                 | 1897                                                   | 5–15     |
| Sin noombre                         | Marijampolė                               | 1898                                                   | 15       |
| Sin nombre                          | Kovno                                     | 1899                                                   | 27       |
| Žvaigždė (Estrella)                 | Panemunėlis                               | 1900–02                                                | 20       |
| Juventud Lituana                    | Raseiniai                                 | 1900–01                                                | 15       |
| Spindulys (Rayo)                    | Marijampolė                               | 1900                                                   | ?        |
| Artojai (Labradores)                | Marijampolė                               | 1901–05                                                | 13–48    |
| Aušrelė (Aurorita)                  | Panemunėlis                               | 1900–03                                                | 5–15     |
| Unión de Campesinos Lituanos        | Aukštaitija                               | 1901                                                   | 13–20    |
| Sin nombre                          | Kovno                                     | 1902                                                   | ?        |
| Mužikėlis (campesino)               | Kairiai                                   | 1903                                                   | ?        |
| Vienybė (Unidad)                    | Kairiai                                   | 1903–05                                                | 5–7      |

## Conmemoración

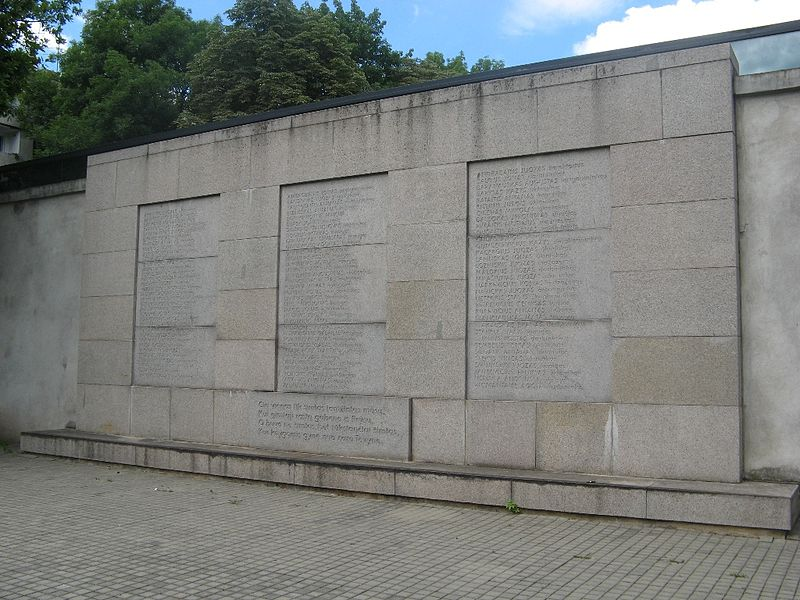
Muro de los Contrabandistas de Libros

Los contrabandistas de libros formaron una parte importante del movimiento de renacimiento nacional de Lituania. Tras la disolución de la URSS en Lituania se procedió a homenajear a los contrabandistas de libros al usar sus nombres para museos, monumentos y calles. Una estatua dedicada al "Contrabandista desconocido de libros" se yergue en Kaunas. La relación especial entre los lituanos y los libros aun se ve en la muy popular Feria del ibro de Vilna. Los contrabandistas de libros lituanos ayudaron a forjar el futuro y aun son objetos de honor. 
El contrabandista de libros Jurgis Bielinis, quien creara una red de distribución secreta para libros lituanos prohibidos, nació el 16 de marzo de 1846 y esa fecha se celebra en Lituania hoy en día como el Día de los Contrabandistas de Libros (Knygnešio diena).
La Asociación Knygnešiai fue establecida en 1988 en la Fundación Cultural Lituana. Entre sus objetivos estaba compilar información sobre todos los contrabandistas e impresores lituanos. Hasta 2017 se publicaron cuatro libros sobre los Knygnešys. En 1997 se inauguró el Muro de los Contrabandistas de Libros en el Museo de Guerra de Vytautas y en 1998 apareció el libro Šimtas knygnešių. Knygnešių sienelės vardai ("Cien contrabandistas de libros. Los nombres en el Muro de los Contrabandistras de libros).
Entre 1959 y 2000, existió una revista llamada Knygnešys sobre libros y publicistas modernos.
Durrante la Feria de Libros de Londres de 2018, los lituanos usaron las tácticas de los Knygnešiai para distribuir libros de autores lituanos en el pabellón de Lituania.